# Bouwelouwensteeg
De Bouwelouwensteeg is een steeg in de Nederlandse stad Leiden, die verdeeld is in de Korte Bouwelouwensteeg en de Lange Bouwelouwensteeg. Het betreft een zijstraat van de Haarlemmerstraat en de steeg loopt naar de Van der Werfstraat.

## Geschiedenis
De steeg werd al in 1408 aangeduid als de Boudijn Louwenzoonsteghe, doch over Boudijn zelf is voor het overige niets bekend. In oktober 1662 werd een verdeling in Noord- en Zuid-Bouwelouwensteeg aangebracht, en elk was naamgever van een van de 207 buurten of buurtjes van Leiden. De Noord-Bouwelouwensteeg liep van de Van der Werfstraat naar de Oude Vest, maar dat gedeelte verdween in de dertiger jaren van de twintigste eeuw. De ook verdwenen Bouwelouwenbrug verbond beide delen, over het water van de Marendorpse Achtergracht, zoals de Van der Werfstraat tot 1861 heette.
Volksbuurt De Camp waarin de steeg was gelegen had al in 1857 een slechte naam.
Historicus Henri Obreen maakte rond 1900 een fotoreportage over het straatje.
Voor weekblad Het Leven fotografeerde in 1932 een ander de verpaupering van de steeg, met opnames van onbewoonbaar verklaarde en ingestorte krotwoningen.

### Afbeeldingen

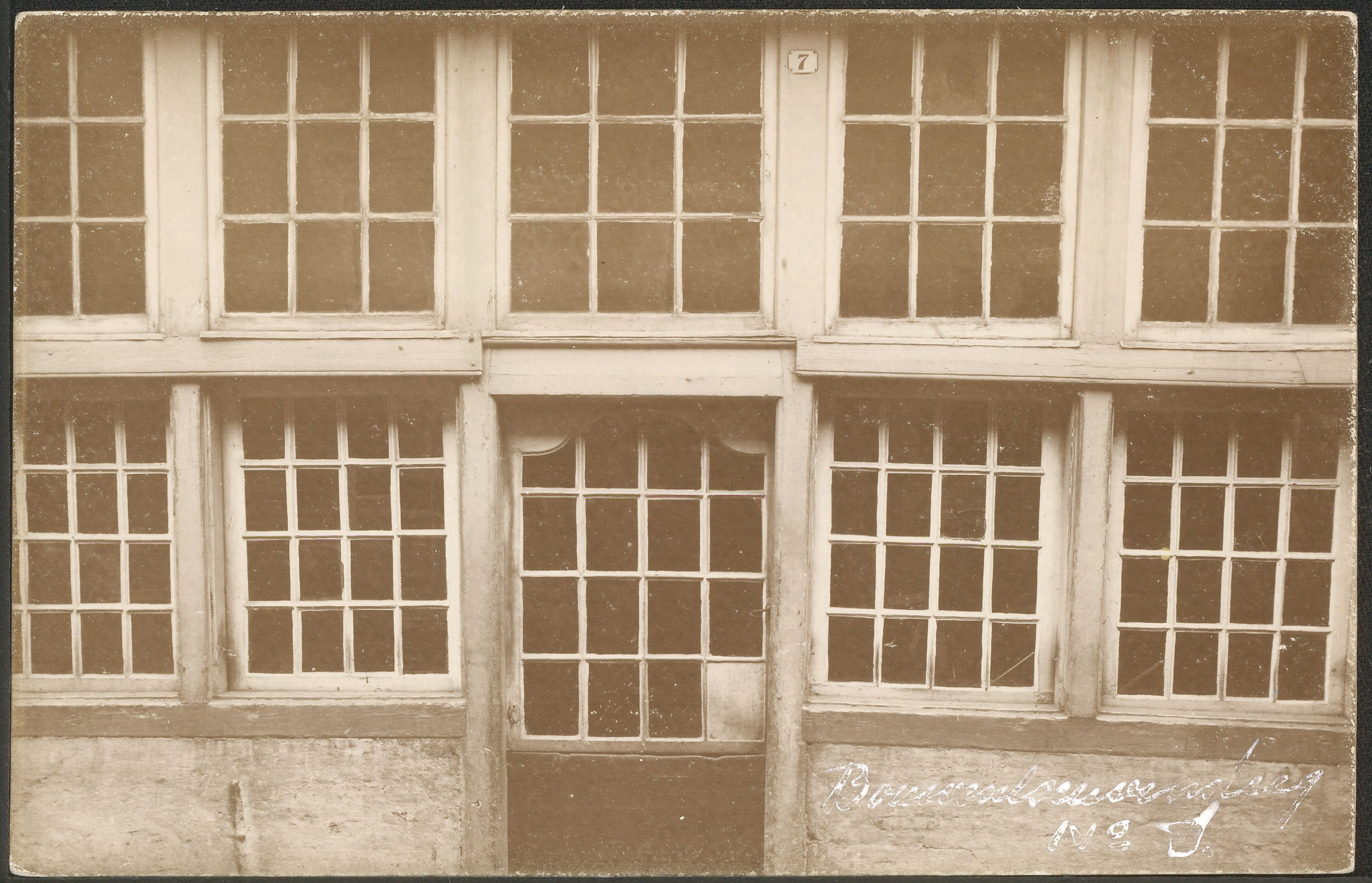
Gevel Bouwelouwensteeg 7, ca 1900
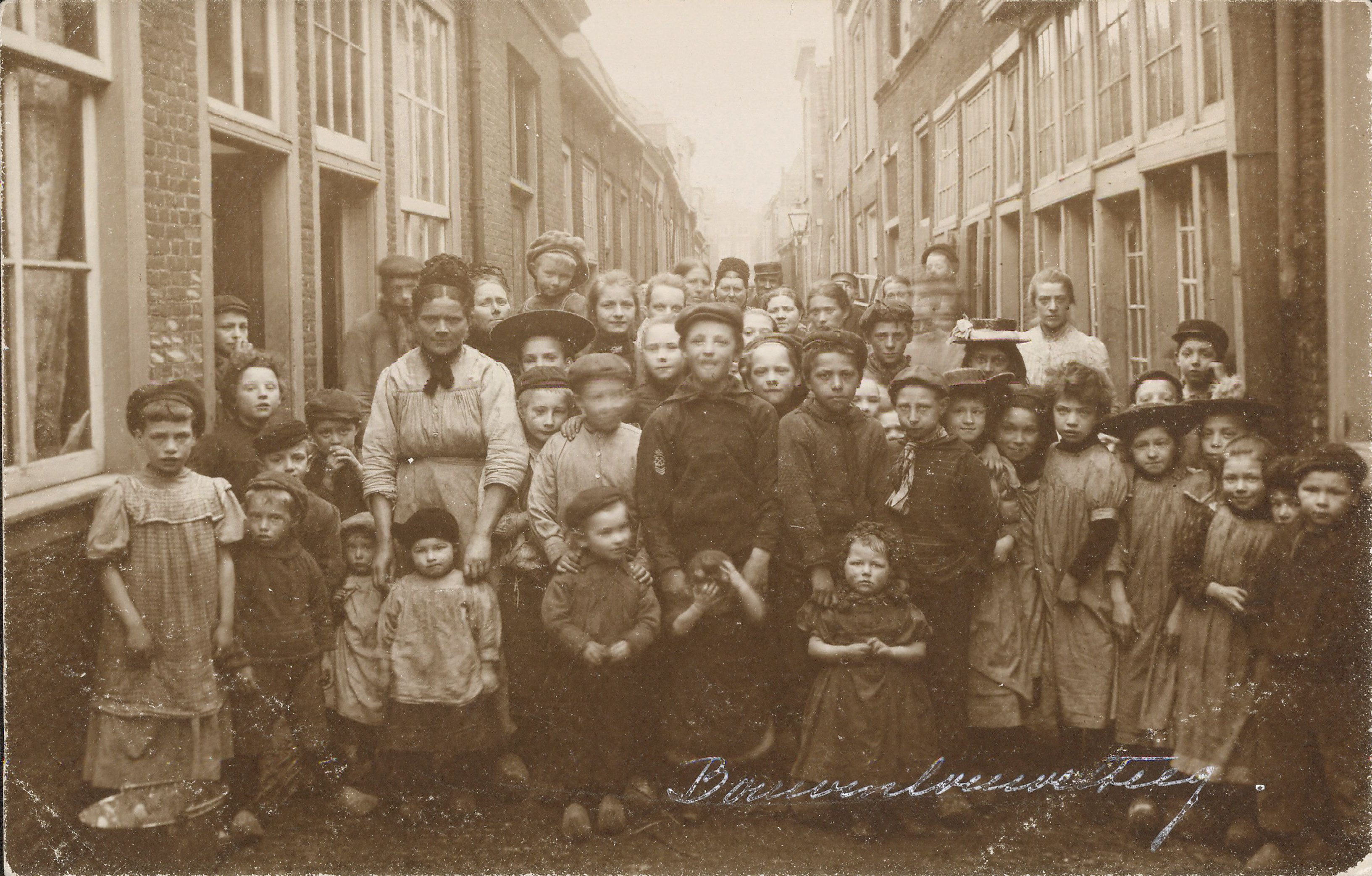
Poseren voor de fotograaf, ca. 1900

Aalmarkt · Beschuitsteeg · 4e Binnenvestgracht · Botermarkt · Bouwelouwensteeg · Breestraat · Diefsteeg ·  Fokkestraat · Galgewater · Groenesteeg · Haarlemmerstraat · Hogewoerd · Korte Bouwelouwensteeg · Lammermarkt · Noordeinde · Van der Werfstraat  · Witte Singel · Zoeterwoudsesingel